# 자반풀
자반풀(Omphalodes krameri)은 지치과의 여러해살이풀로, 한국·일본 등에 분포한다. 자반풀이란 꽃받침에 싸인 열매의 모양에서 붙은 이름이다. 낙엽수림 내의 약간 습관 곳에서 자라며 높이 20-40cm이고 퍼진 털이 있다. 잎은 어긋나고 넓은 피침형으로 가장자리가 밋밋하다. 꽃은 7월에 하늘색으로 피고 원줄기 끝에 총상꽃차례로 달리며 꽃차례 밑부분이 2개로 갈라진다. 화관은 밑부분이 짧은 화통부로 되고 윗부분이 5개로 갈라져 편평하게 벌어진다. 꽃받침은 5개로 깊게 갈라지고 좁은 난형이며 겉에 털이 있다. 꽃이 진 다음 꽃받침은 자라서 열매를 둘러싼다. 열매는 4개의 분과(分果)로 편평한 원형이며 중앙부가 들어가고 가장자리에 갈고리 같은 가시가 줄로 돋아 있다.